# Scalenodontoides macrodontes
Scalenodontoides macrodontes és una espècie extinta de cinodont de la família dels traversodòntids que visqué durant el Triàsic superior en allò que avui en dia és el sud d'Àfrica. Se n'han trobat restes fòssils a Lesotho i Sud-àfrica. Es tracta de l'única espècie del gènere Scalenodontoides. Fou descrit per A. W. Crompton i F. Ellenberger el 1957. Arctotraversodon plemmyrodon, classificat originalment com una espècie de Scalenodontoides, fou traslladat al seu propi gènere el 1992.
Fou trobat a la zona d'associació Scalenodontoides de la formació d'Elliot. És un dels traversodòntids més recents, juntament amb el presumpte traversodòntid Boreogomphodon. És un parent proper d'Exaeretodon i Siriusgnathus, dels quals es distingeix per la presència d'una taula nucal, una extensió de l'os parietal amb forma de prestatge. Tot i que el crani complet més gros conegut només fa 248 mm de llargada, podria haver estat el cinodont no-mamaliaforme més gros, car un musell incomplet hauria pertanyut a un espècimen amb un crani que es calcula que hauria fet 617 mm de llargada.